# Butjadingen (félsziget)
Butjadingen a Weser és a Jade között elterülő félsziget Németországban, Alsó-Szászország északnyugati részén, Wesermarsch kerületben, az Északi-tenger partján.

## Története

A Weser torkolatának változásai a középkorban

A sík vidék eredetileg a Weser jobb partján terült el, ám a középkor végén bekövetkező vihardagályok megváltoztatták a Weser folyását, amely a mai Butjadingentől keletre alakított ki új medret magának (bővebben lásd a Weser szócikkben). 1362-ben egy katasztrofális árvíz után Butjadingen szigetté változott. A szigeten a környező kisállamoktól gyakorlatilag független parasztköztársaság alakult ki és létezett mintegy 200 éven át. A brémai kereskedőállam és a hannoveri udvar közötti versengést az utóbbi nyerte, megszüntetvén a félsziget kvázi-függetlenségét.

## Közigazgatás
A félsziget Wesermarsch kerülethez (járáshoz) tartozik, és az alábbi községek találhatók rajta:
- Butjadingen, lélekszáma 6600 fő (2003-as adat)
- Jade északi része
- Nordenham város
- Stadland

## Képek

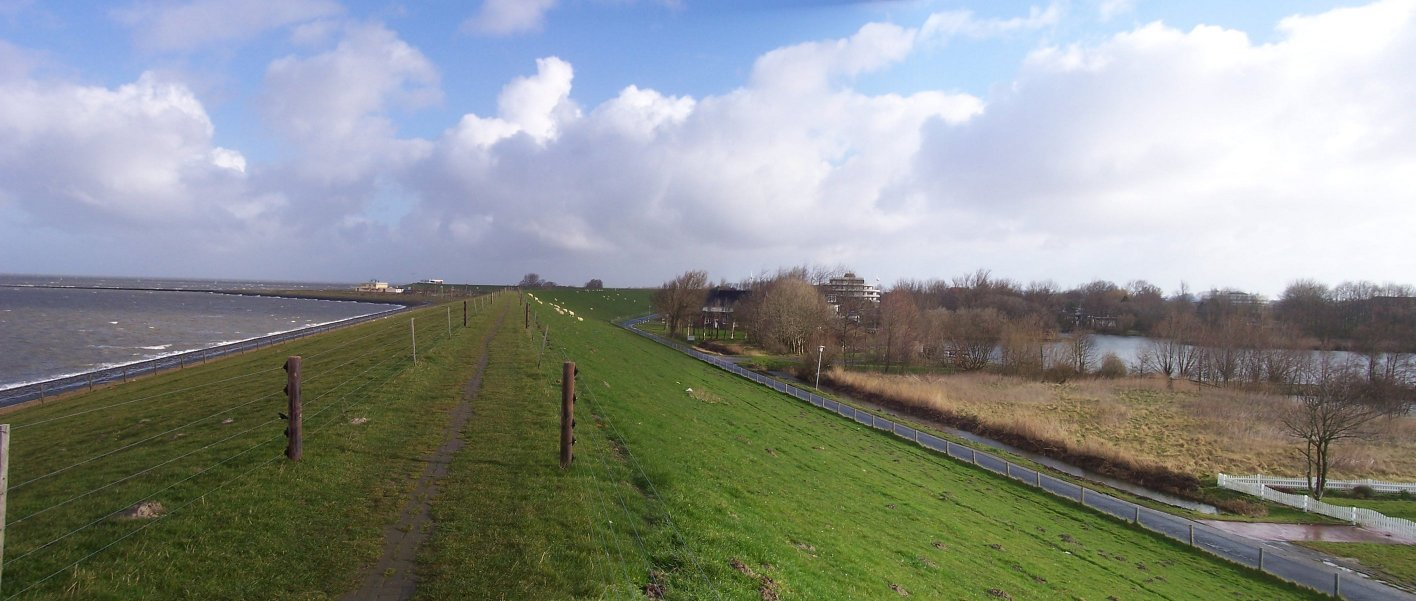
Gát Butjadingennél
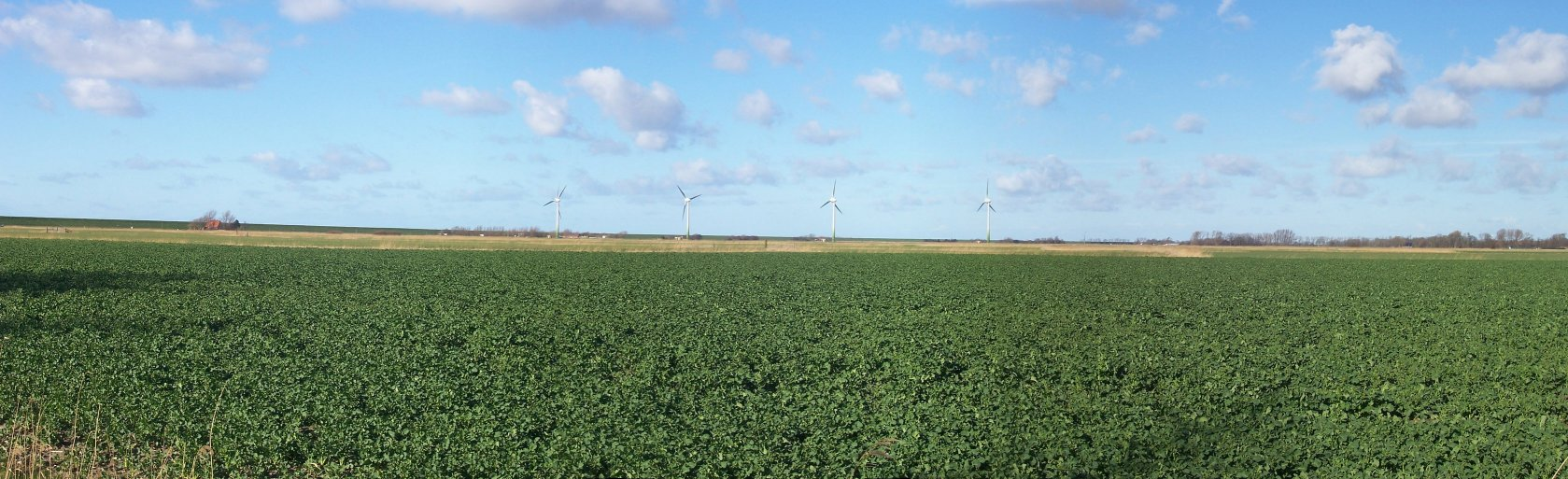
Tipikus butjadingeni táj szélkerekekkel
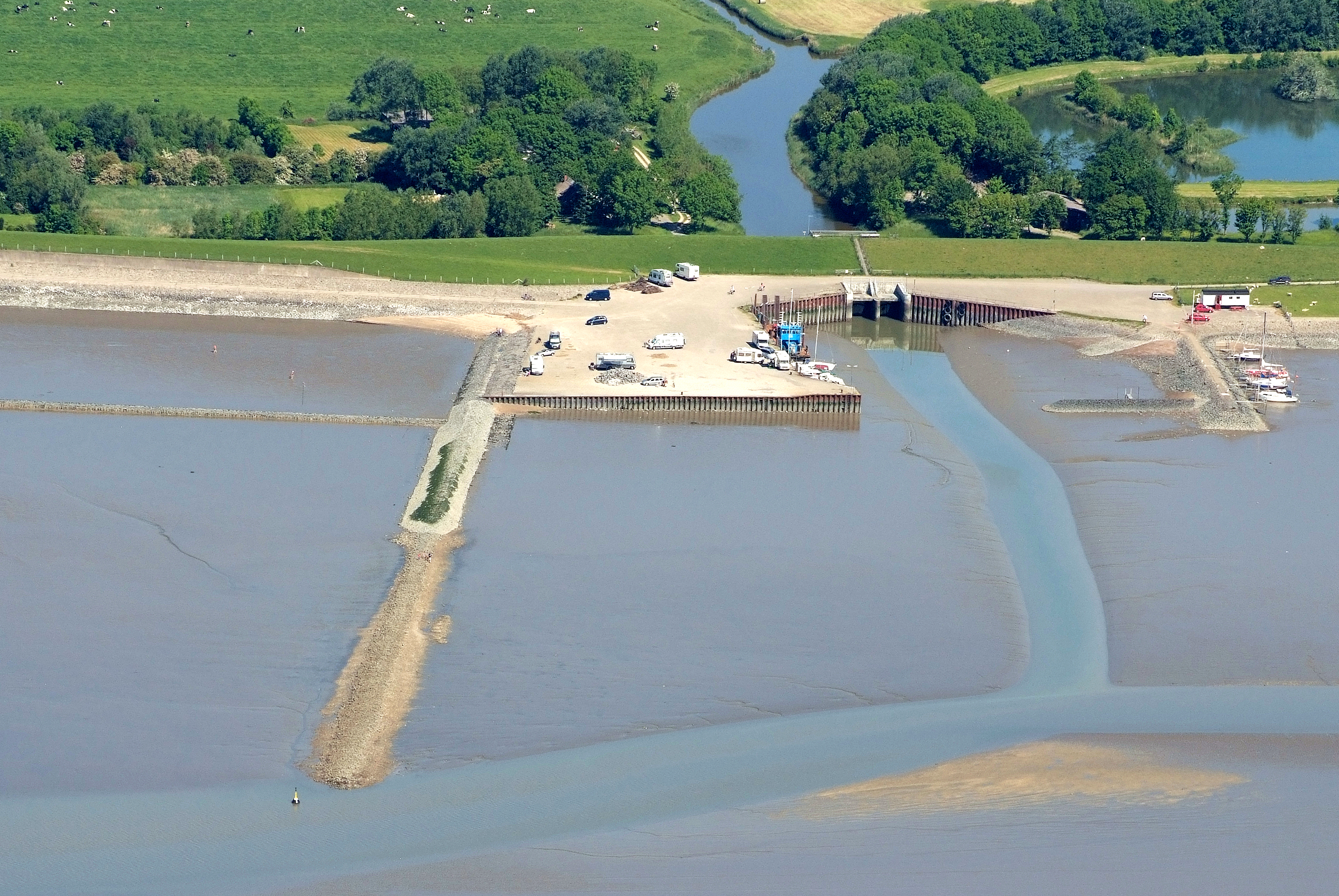
Tengerpart